# Fyresdal
Fyresdal é uma comuna da Noruega, com 1 277 km² de área e 1 347 habitantes (censo de 2004).         